# Parcs provinciaux de l'Ontario
Les parcs provinciaux de l'Ontario forment le réseau de parcs provinciaux de la province canadienne de l'Ontario. En 2008, le nombre de parcs provinciaux et réserves naturelles provinciales est évalué à 330. Ils couvrent une superficie de 78 972,27 km2 et sont fréquentés par 9 447 413 visiteurs en 2009. Ils sont gérés par Parcs Ontario, une agence relevant du ministère des Richesses naturelles. 

## Liste des parcs
Se trouve ci-dessous la liste des parcs provinciaux de l'Ontario, classés en secteurs régionaux selon leur emplacement géographique. 

### Zone du parc Algonquin

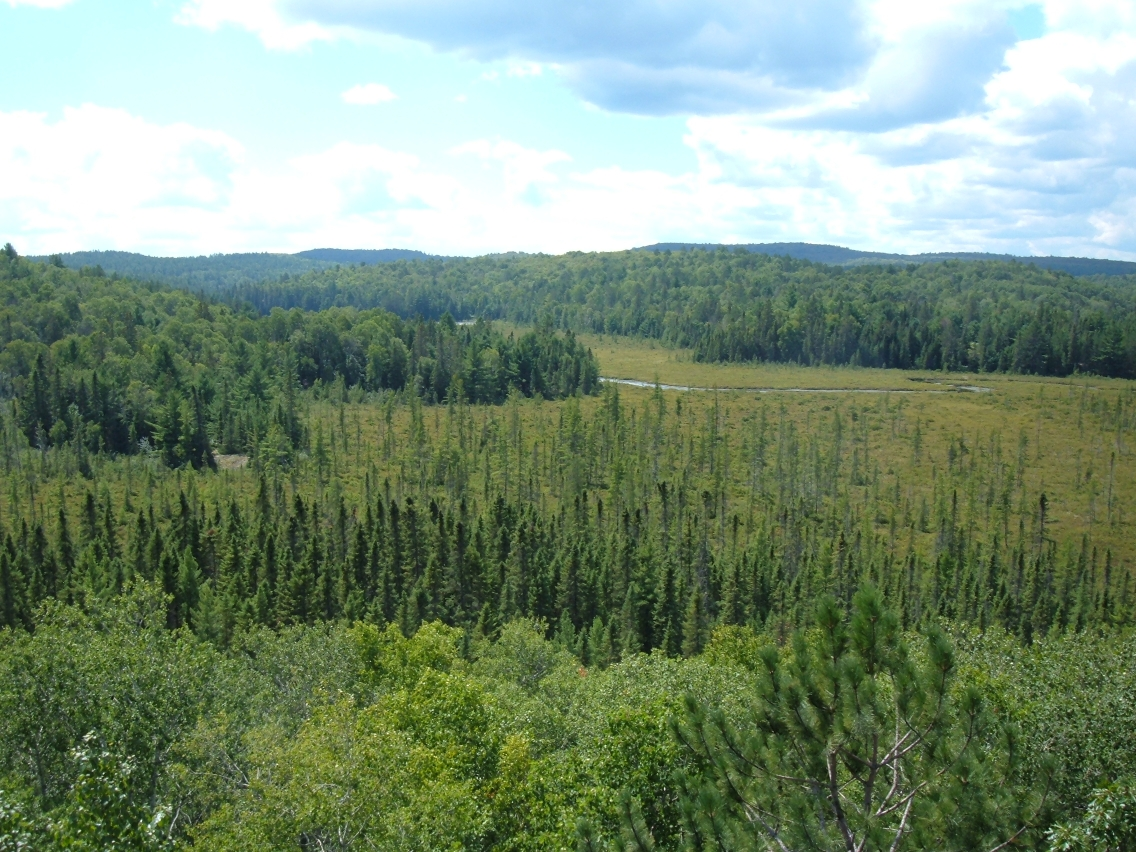
Le parc provincial Algonquin.

- Algonquin (7 723 km2)
- Opeongo River (9,55 km2)
- Upper Madawaska River (10,85 km2)

### Zone centrale
- Alexander Stewart (0,30 km2)
- Arrowhead (12,37 km2)
- Awenda (29,15 km2)
- Balsam Lake (4,49 km2)
- Barron River (5,39 km2)
- Bass Lake (0,65 km2)
- Bell Bay (4,04 km2)
- Big East River (10,50 km2)
- Bigwind Lake (19,67 km2)
- Bonnechère (Bonnechere, 1,62 km2)
- Bonnechère River (Bonnechere River, 12,18 km2)
- Carson Lake (0,12 km2)
- Craigleith[3] (0,66 km2)
- Devil's Glen[3] (0,60 km2)
- Dividing Lake (4,69 km2)
- Duclos Point (1,11 km2)
- Duncan Escarpment[3] (1,61 km2)
- Foy Property (1,47 km2)
- Gibson River (3,33 km2)
- Grundy Lake (36,14 km2)
- Hardy Lake (7,65 km2)
- Holland Landing Prairie (0,34 km2)
- Indian Point (9,47 km2)
- J. Albert Bauer (1,63 km2)
- Killbear[4] (17,60 km2)
- Limestone Islands[4] (4,50 km2)
- Lower Madawaska River (12,00 km2)
- Magnetawan River (34,24 km2)
- Mara (0,45 km2)
- McRae Point (1,38 km2)
- Mikisew (1,31 km2)
- Noganosh Lake (30,82 km2)
- Rivière Noisy[3] (Noisy River, 3,78 km2)
- Nottawasaga Lookout[3] (1,30 km2)
- Oastler Lake (0,32 km2)
- Rivière-des-Outaouais (Ottawa River, 1,25 km2)
- Oxtongue River-Ragged Falls (5,07 km2)
- O'Donnell Point[4] (8,75 km2)
- Petawawa Terrace (2,00 km2)
- Pretty River Valley[3] (8,08 km2)
- Queen Elizabeth II Wildlands (335,05 km2)
- Restoule (26,19 km2)
- Round Lake (25,85 km2)
- Sibbald Point (2,25 km2)
- Six Mile Lake (2,12 km2)
- South Bay (15,25 km2)
- Springwater (1,93 km2)
- Sturgeon Bay[4] (0,14 km2)
- The Massasauga[4] (131,05 km2)
- Wasaga Beach (18,44 km2)
- Waubaushene Beaches (0,34 km2)
- Westmeath (6,10 km2)

### Zone Nord-Est
- Abitibi-De Troyes (43,40 km2)
- Adam Creek (0,50 km2)
- Alexander Lake Forest (19,34 km2)
- Algoma Headwaters (427,36 km2)
- Amable du Fond (7,31 km2)

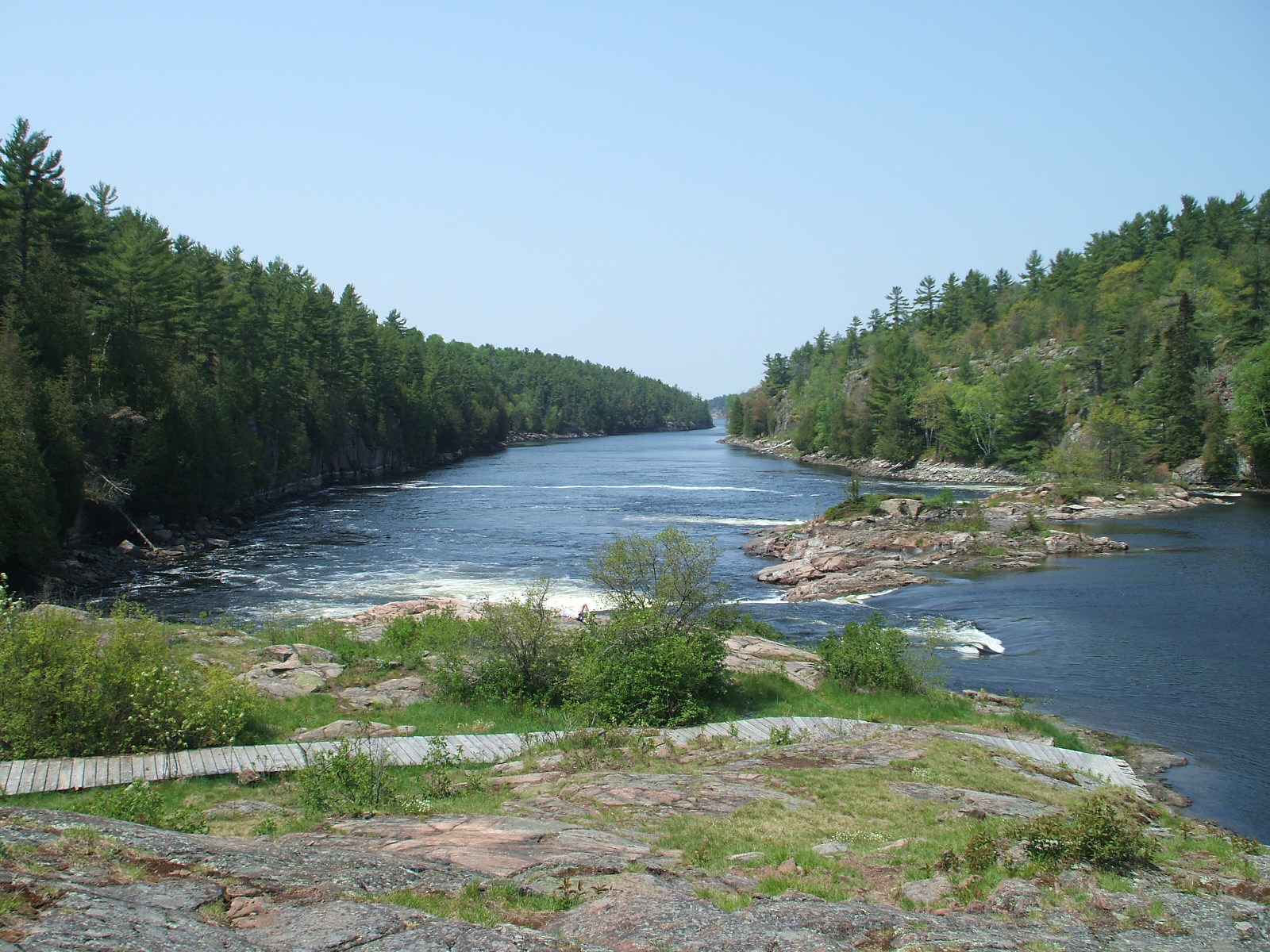
Le parc provincial Rivière-des-Français.

- Aubinadong-Nushatogaini Rivers (49,28 km2)
- Aubinadong River (27,22 km2)
- Aubrey Falls (48,60 km2)
- Batchawana Bay (1,69 km2)
- Batchawana River (26,84 km2)
- Biscotasi Lake (122,83 km2)
- Bissett Creek (16,76 km2)
- Blind River (54,02 km2)
- Blue Jay Creek (2,46 km2)
- Chapleau-Nemegosenda River (177,32 km2)
- Chiniguchi Waterway (93,68 km2)
- Chutes (1,08 km2)
- Coral Rapids (0,12 km2)
- Daisy Lake Uplands (6,00 km2)
- Dana-Jowsey Lakes (87,94 km2)
- Driftwood (4,22 km2)
- Englehart River Fine Sand Plain and Waterway (40,41 km2)
- Esker Lakes (65,16 km2)
- Fairbank (1,05 km2)
- Finlayson Point (0,47 km2)
- Five Mile Lake (4,57 km2)
- Frederick House Lake (0,13 km2)
- Rivière-des-Français[4] (French River, 735,30 km2)
- Fushimi Lake (Fushimi Lake, 52,94 km2)
- Gem Lake Maple Bedrock (0,90 km2)
- Goulais River (14,44 km2)
- Grant's Creek (50,86 km2)
- Grassy River-Mond Lake Lowlands and Ferris Lake Uplands (26,02 km2)
- Greenwater (85,04 km2)
- Groundhog River Waterway (110,36 km2)
- Halfway Lake (51,13 km2)
- Hicks-Oke Bog (58,80 km2)
- Ivanhoe Lake (77,05 km2)
- Jocko Rivers (112,99 km2)
- Kap-Kig-Iwan (4,61 km2)
- Kenny Forest (22,00 km2)
- Kesagami (559,77 km2)
- Kettle Lakes (12,61 km2)
- Killarney (493,25 km2)
- Killarney Lakelands and Headwaters (153,46 km2)
- La Cloche (74,48 km2)
- Lake Abitibi Islands (27,21 km2)
- La Motte Lake (5,75 km2)
- Lady Evelyn-Smoothwater (724,00 km2)
- Lac-Supérieur (1 608,10 km2)
- Larder River Waterway (40,44 km2)
- Little Abitibi (200,00 km2)
- Little White River (127,82 km2)
- MacMurchy Township End Moraine (2,39 km2)
- Makobe-Grays River (14,27 km2)
- Îles-Manitou (Manitou Islands, 19,26 km2)
- Marten River (4,00 km2)
- Mashkinonje (20,41 km2)
- Matinenda (287,58 km2)
- Mattagami River and Beach and Aeolian Deposit (1,64 km2)
- Rivière-Mattawa (Mattawa River, 141,42 km2)
- Michipicoten (2,89 km2)
- Michipicoten Island (367,40 km2)
- Baie Misery (Misery Bay, 7,60 km2)
- Missinaibi (896,00 km2)
- Mississagi (83,28 km2)
- Mississagi Delta (23,95 km2)
- Mississagi River (912,47 km2)
- Montreal River (0,44 km2)
- Nagagami Lake (16,50 km2)
- Nagagamisis (406,83 km2)
- Nimoosh (35,50 km2)
- North Channel Inshore (37,62 km2)
- North Driftwood River (0,03 km2)
- Obabika River (205,20 km2)
- Obatanga (94,09 km2)
- Pancake Bay (16,59 km2)
- Pan Lake Fen (4,96 km2)
- Pichogen River Mixed Forest (30,43 km2)
- Pokei Lake / White River Wetlands (17,68 km2)
- Polar Bear[5] (23 552,00 km2)
- Potholes (2,47 km2)
- Pukaskwa River (14,65 km2)
- Pushkin Hills (0,05 km2)
- René Brunelle (30,15 km2)
- River Aux Sables (34,23 km2)
- Rushbrook (21,59 km2)
- Samuel de Champlain (25,50 km2)
- Sandy Islands (25,53 km2)
- Sextant Rapids (0,04 km2)
- Shallow River (0,02 km2)
- Solace (59,43 km2)
- Spanish River (353,86 km2)
- Sturgeon River (78,76 km2)
- Rivière-Témagami (Temagami River, 33,94 km2)
- Thackeray (1,16 km2)
- The Shoals (106,44 km2)
- Tidewater (9,80 km2)
- Wakami Lake (123,15 km2)
- Wanapitei (34,13 km2)
- Wenebegon River (163,83 km2)
- West Montreal River (72,59 km2)
- West Sandy Island (2,66 km2)
- White Lake (40,48 km2)
- White Lake Peatlands (9,92 km2)
- Widdifield Forest (21,70 km2)
- Williams Island (0,08 km2)
- Windy Lake (1,18 km2)
- W.J.B. Greenwood (4,65 km2)
- Woman River Forest (63,05 km2)

### Zone Nord-Ouest
- Aaron (1,17 km2)
- Agassiz Peatlands (54,15 km2)
- Albany River (951,00 km2)
- Albert Lake Mesa (1,30 km2)
- Arrow Lake (3,86 km2)
- Arrowhead Peninsula (8,15 km2)

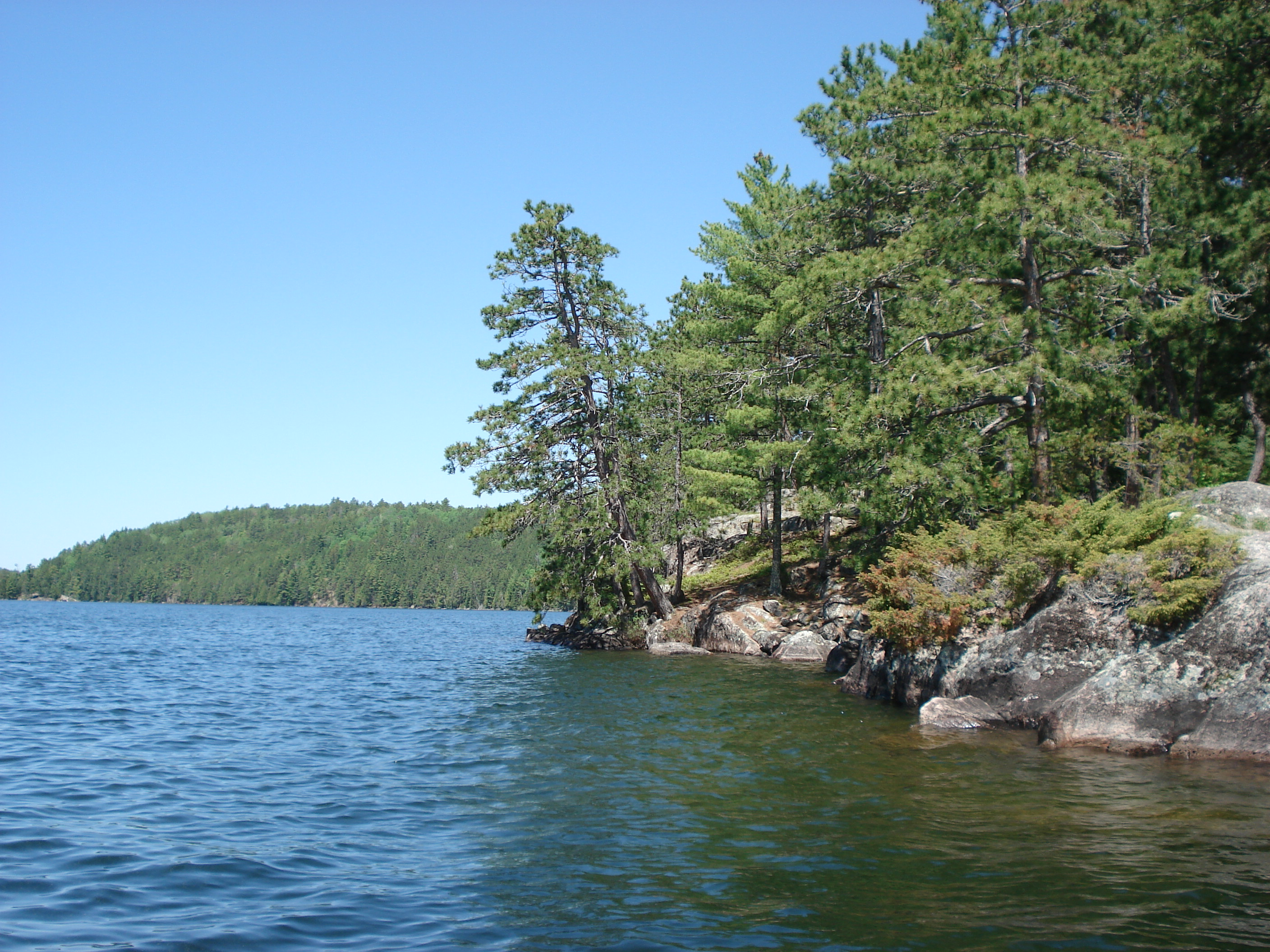
Le parc provincial Quetico.

- Beekahncheekahmeeng Deebahncheekayweehn Eenahohnahnuhn (995,76 km2)
- Black Sturgeon River (235,31 km2)
- Blue Lake (23,14 km2)
- Bonheur River Kame (8,00 km2)
- Brightsand River (412,50 km2)
- Butler Lake (34,00 km2)
- Caliper Lake (1,47 km2)
- Castle Creek (10,75 km2)
- Cavern Lake (1,89 km2)
- Craig's Pit (5,30 km2)
- Cranberry Lake (28,00 km2)
- Devon Road Mesa (0,60 km2)
- Divide Ridge (5,42 km2)
- Eagle-Dogtooth (411,28 km2)
- East English River (175,13 km2)
- Edward Island (6,00 km2)
- Fawn River (121,34 km2)
- Fraleigh Lake (8,25 km2)
- Goose Island (0,72 km2)
- Gravel River (7,63 km2)
- Gull River (71,94 km2)
- Kabitotikwia River (19,65 km2)
- Kahnahmaykoosayseekahk (48,15 km2)
- Kaiashk (7,80 km2)
- Kakabeka Falls (5,00 km2)
- Kama Hill (0,01 km2)
- Kashabowie (20,55 km2)
- Kopka River (312,05 km2)
- Lac-Nipigon (Lake Nipigon, 9,18 km2)
- Lac-des-Bois (Lake of the Wood, 206,75 km2)
- La Vérendrye (La Verendrye, 182,80 km2)
- Le Pâté (2,50 km2)
- Little Current River (99,30 km2)
- Little Greenwater Lake (2,44 km2)
- Livingstone Point (18,00 km2)
- Lola Lake (65,72 km2)
- MacLeod (0,74 km2)
- Matawin River (26,15 km2)
- Maynard Lake (0,30 km2)
- Minnitaki Kames (44,22 km2)
- Nakina Moraine (53,19 km2)
- Neys (53,84 km2)
- Obonga-Ottertooth (211,57 km2)
- Ogoki River (232,50 km2)
- Ojibway (26,31 km2)
- Opasquia (4 730,00 km2)
- Otoskwin-Attawapiskat River (825,29 km2)
- Ouimet Canyon (7,77 km2)
- Pahngwahshahshk Ohweemushkeeg (577,61 km2)
- Pakwash (39,93 km2)
- Pantagruel Creek (26,85 km2)
- Pigeon River (9,49 km2)
- Pipestone River (973,75 km2)
- Porphyry Island (1,07 km2)
- Prairie River Mouth (3,80 km2)
- Puff Island (0,09 km2)
- Quetico (4 757,82 km2)
- Rainbow Falls (5,76 km2)
- Red Sucker Point (3,60 km2)
- Ruby Lake (27,34 km2)
- Rushing River (3,40 km2)
- Sable Islands (26,41 km2)
- Sahkeesuhkuh Weesuhkaheegahn (88,73 km2)
- Sandbar Lake (80,53 km2)
- Sandpoint Island (9,14 km2)
- Schreiber Channel (0,13 km2)
- Sedgman Lake (57,10 km2)
- Severn River (829,60 km2)
- Shesheeb Bay (2,75 km2)
- Silver Falls (32,60 km2)
- Sioux Narrows (1,29 km2)
- Slate Islands (65,70 km2)
- Sleeping Giant (244,00 km2)
- Spruce Islands (14,80 km2)
- St. Raphael (905,21 km2)
- Steel River (112,40 km2)
- Thompson Island (1,45 km2)
- Tide Lake (0,54 km2)
- Trout Lake (71,50 km2)
- Turtle River-White Otter Lake (492,94 km2)
- Wabakimi (8 920,61 km2)
- Weeskayjahk Ohtahzhoganeeng (1 784,56 km2)
- West Bay (West Bay, 11,20 km2)
- West English River (229,24 km2)
- Whitesand (113,37 km2)
- Windigo Bay (83,78 km2)
- Windigo Point (5,13 km2)
- Winisk River (1 411,00 km2)
- Winnange Lake (47,45 km2)
- Woodland Caribou (4 500,00 km2)

### Zone Sud-Est
- Bon Écho (Bon Echo, 82,94 km2)
- Burnt Lands (5,16 km2)
- Centennial Lake (5,30 km2)
- Charleston Lake[6] (23,53 km2)
- Darlington (2,09 km2)
- DuPont (6,14 km2)
- Egan Chutes (11,00 km2)
- Emily (0,83 km2)
- Ferris (1,98 km2)
- Fitzroy (1,98 km2)
- Frontenac[6] (52,14 km2)
- Kawartha Highlands (375,87 km2)
- Lake on the Mountain (1,04 km2)
- Lake St. Peter (4,78 km2)
- Mark S. Burnham (0,39 km2)
- Matawatchan (0,65 km2)
- Menzel Centennial (6,27 km2)
- Murphys Point (12,39 km2)
- North Beach (0,89 km2)
- Peter's Woods (0,33 km2)
- Petroglyphs (16,43 km2)
- Presqu'ile (9,82 km2)
- Puzzle Lake (37,24 km2)
- Quakenbush (0,40 km2)

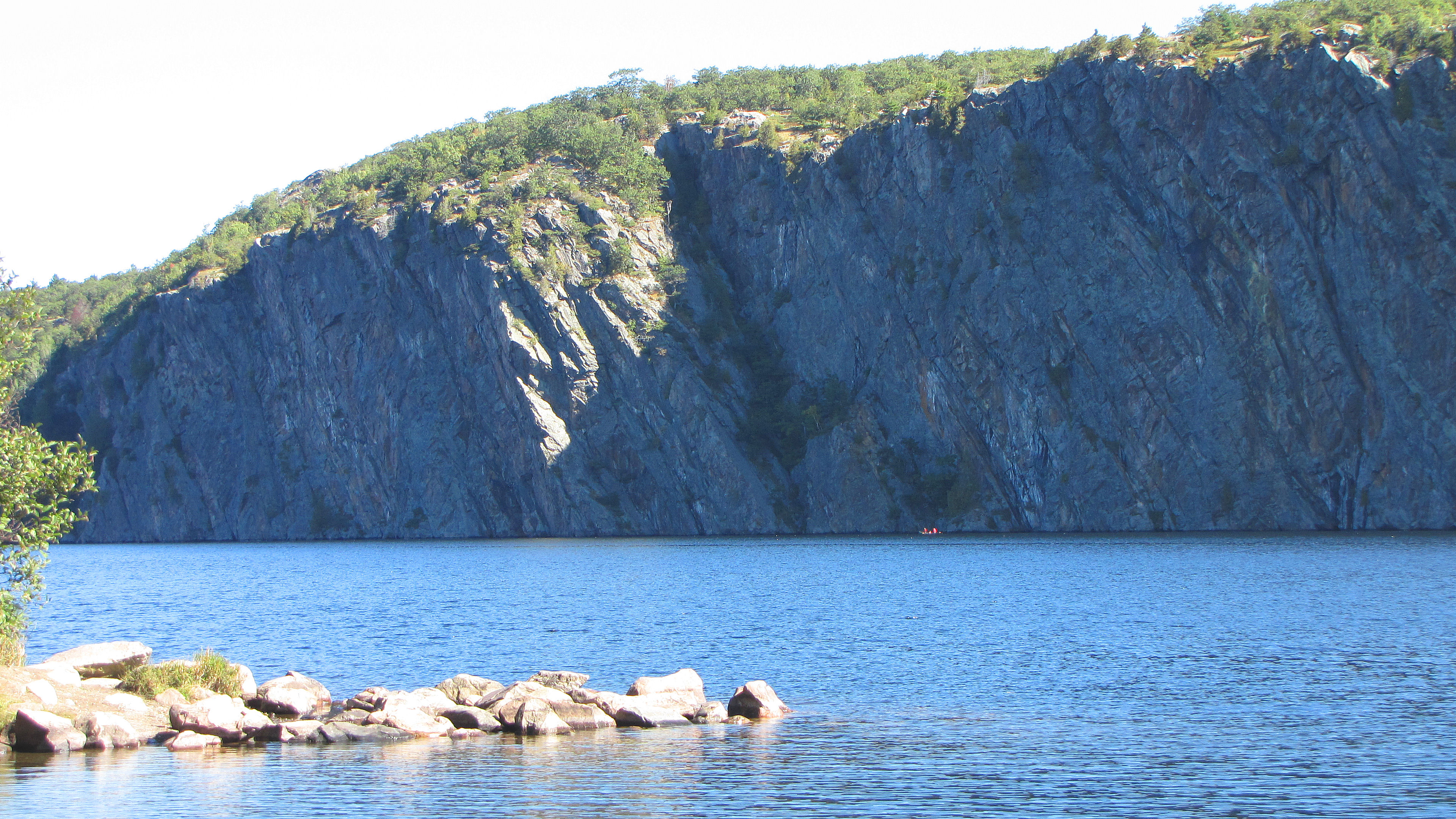
Le parc provincial Bon Écho.

- Rivière-Rideau (Rideau River, 0,98 km2)
- Sandbanks (15,51 km2)
- Serpent Mounds (1,35 km2)
- Sharbot Lake (0,80 km2)
- Silent Lake (16,19 km2)
- Silver Lake (0,43 km2)
- Stoco Fen (1,01 km2)
- Timber Island (0,44 km2)
- Voyageur (14,65 km2)
- Wolf Island (2,22 km2)

### Zone Sud-Ouest
- Bayview Escarpment[3] (4,39 km2)
- Beattie Pinery (0,68 km2)
- Black Creek (3,35 km2)
- Boyne Valley[3] (4,31 km2)
- Bronte Creek (6,83 km2)
- Cabot Head[3] (45,14 km2)
- Earl Rowe (3,12 km2)
- East Sister Island (0,53 km2)
- Fish Point (1,10 km2)
- Forks of the Credit[3] (2,82 km2)
- Hockley Valley[3] (3,78 km2)
- Hope Bay Forest[3] (3,53 km2)
- Inverhuron (2,88 km2)
- Ira Lake (0,30 km2)
- James N. Allan (1,17 km2)
- John E. Pearce (0,68 km2)

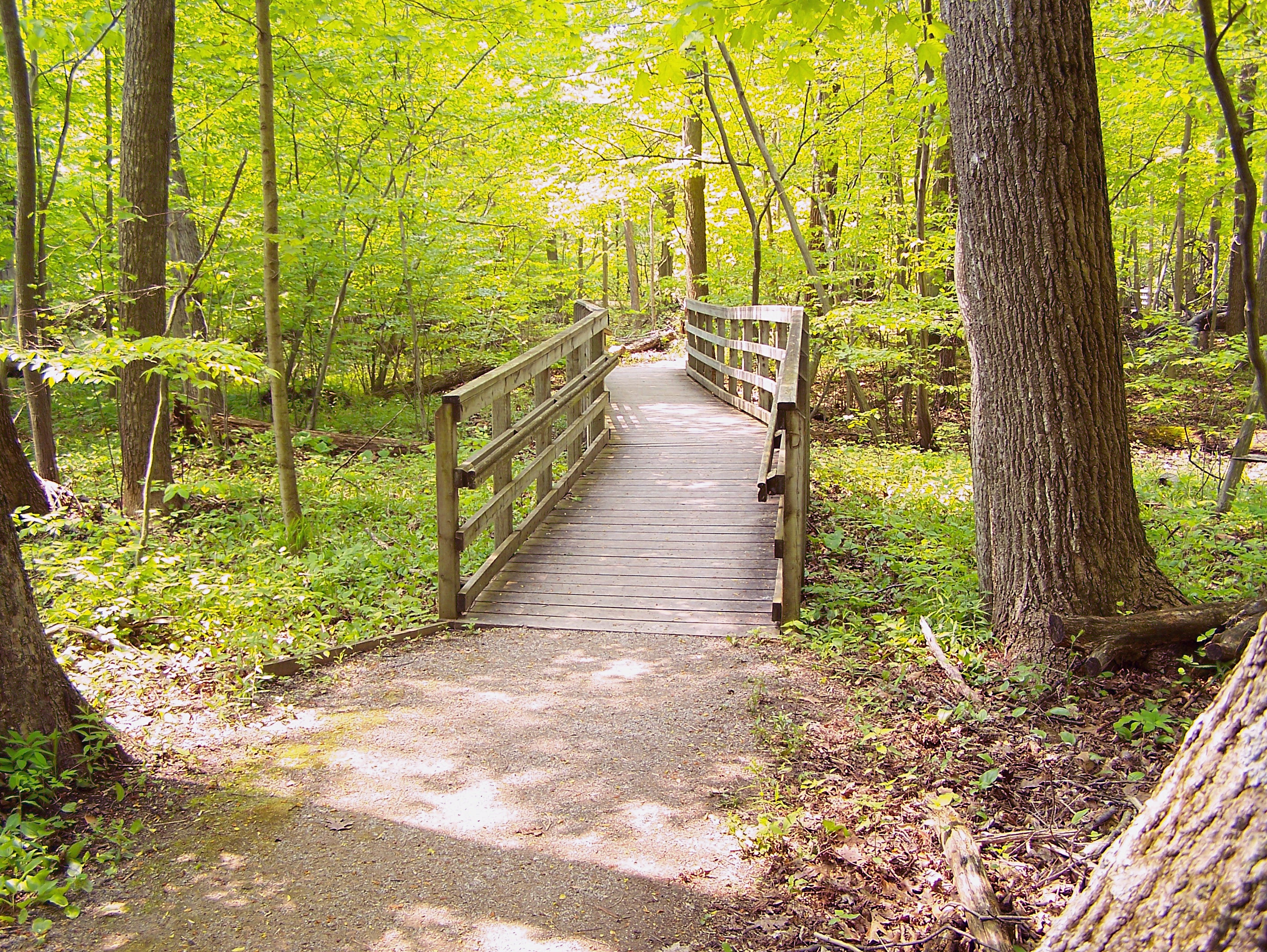
Le parc provincial Rondeau.

- Johnston Harbour-Pine Tree Point (9,29 km2)
- Komoka (1,98 km2)
- Lighthouse Point (0,96 km2)
- Lion's Head[3] (5,26 km2)
- Little Cove[3] (0,16 km2)
- Long Point[7] (1,50 km2)
- MacGregor Point (12,04 km2)
- Mono Cliffs[3] (7,32 km2)
- Morris Tract (0,59 km2)
- Ojibway Prairie (0,64 km2)
- Point Farms (3,08 km2)
- Port Bruce (0,05 km2)
- Port Burwell (2,31 km2)
- Rock Point (1,87 km2)
- Rondeau (32,54 km2)
- Sauble Falls (0,20 km2)
- Selkirk (0,73 km2)
- Short Hills[3] (6,61 km2)
- Smokey Head/White Bluff[3] (3,47 km2)
- The Pinery (25,32 km2)
- Trillium Woods (0,10 km2)
- Turkey Point[7] (3,16 km2)
- Wheatley (2,41 km2)